# اورانوس‌ماهی ۸۹۵۸
سیارک ۸۹۵۸ (به انگلیسی: 8958 Stargazer، نامگذاری:1998FJ126) هشت هزار و نهصد و پنجاه و هشتمین سیارک کشف شده‌است که در ۲۳ مارس ۱۹۹۸ کشف شد.
قدر مطلق سیارک برابر ۲۵.۷ است.